# Cá bẹ
Cá bẹ (Danh pháp khoa học: Ilisha) là một chi cá trong họ Pristigasteridae. Chi này có 16 loài. Nó có nhiều điểm tương đồng với Pellona. Nhiều loài trong chi cá bẹ là loài có giá trị kinh tế.

## Các loài
Hiện hành thì đã có 16 loài đã được đăng ký thuộc về chi này
- Ilisha africana (Bloch, 1795)
- Ilisha amazonica (A. Miranda-Ribeiro, 1920)
- Ilisha compressa J. E. Randall, 1994
- Ilisha elongata (Anonymous (referred to E. T. Bennett), 1830): Cá đé[2]
- Ilisha filigera (Valenciennes, 1847)
- Ilisha fuerthii (Steindachner, 1875)
- Ilisha kampeni (M. C. W. Weber & de Beaufort, 1913)
- Ilisha lunula Kailola, 1986
- Ilisha macrogaster Bleeker, 1866
- Ilisha megaloptera (Swainson, 1839): Cá bẹ trắng, cá bẹ vây lớn.
- Ilisha melastoma (Bloch & J. G. Schneider, 1801): Cá bẹ Ấn Độ[2]
- Ilisha novacula (Valenciennes, 1847)
- Ilisha obfuscata Wongratana, 1983
- Ilisha pristigastroides (Bleeker, 1852)
- Ilisha sirishae Seshagiri Rao, 1975: Cá bẹ.
- Ilisha striatula Wongratana, 1983